# Isola di Pantelleria – Area Costiera, Falesie e Bagno dell’Acqua
Das Fauna-Flora-Habitat-Gebiet Isola di Pantelleria – Area Costiera, Falesie e Bagno dell’Acqua liegt auf der italienischen Insel Pantelleria in der Straße von Sizilien. Geographisch liegt die Insel bereits auf der afrikanischen Kontinentalplatte,  administrativ gehört sie zum Freien Gemeindekonsortium Trapani in der Autonomen Region Sizilien. Das etwa 34 km² große Schutzgebiet umfasst große Teile der Küste und das Küstenhinterland.
Das Gebiet liegt im Vogelschutzgebiet Isola di Pantelleria e area marina circostante und umgibt das zentral gelegene FFH-Gebiet Isola di Pantelleria: Montagna Grande e Monte Gibele. Das Gebiet überschneidet sich in Teilen auch mit dem Nationalpark Pantelleria.

## Schutzzweck
Folgende Lebensraumtypen nach Anhang I der FFH-Richtlinie sind für das Gebiet gemeldet:
| EU Code | * | Lebensraumtyp (offizielle Bezeichnung)                                                            | Fläche [ha] |
| ------- | - | ------------------------------------------------------------------------------------------------- | ----------- |
| 1150    | * | Lagunen des Küstenraumes (Strandseen)                                                             | 20          |
| 1170    |   | Riffe                                                                                             | 10          |
| 1210    |   | Einjährige Spülsäume                                                                              | 1           |
| 1240    |   | Mittelmeer-Felsküsten mit Vegetation mit endemischen Limonium-Arten                               | 166         |
| 1310    |   | Pioniervegetation mit Salicornia und anderen einjährigen Arten auf Schlamm und Sand (Quellerwatt) | 35          |
| 5210    |   | Baumförmige Matorrals mit Juniperus spp.                                                          | 0,3         |
| 5330    |   | Thermo-mediterrane Gebüschformationen und Vorwüsten (sonstige Gesellschaften)                     | 657         |
| 5430    |   | Endemische Phrygane des Euphorbio-Verbascion                                                      | 1           |
| 6220    | * | Mediterrane Trockenrasen der Thero-Brachypodietea                                                 | 995         |
| 8220    |   | Silikatfelsen mit Felsspaltenvegetation                                                           | 0,1         |
| 8320    |   | Lavafelder und Aushöhlungen                                                                       | 1           |
| 8330    |   | Völlig oder teilweise unter Wasser liegende Meereshöhlen                                          | 0           |
| 9340    |   | Wälder mit Quercus ilex und Quercus rotundifolia                                                  | 209         |
| 9540    |   | Mediterrane Pinienwälder mit endemischen Kiefern                                                  | 200         |

### Arteninventar
Folgende Arten von gemeinschaftlichem Interesse sind für das Gebiet gemeldet:
| Bild | EU Code | * | Art                         | wissenschaftlicher Name  | Artengruppe |
| ---- | ------- | - | --------------------------- | ------------------------ | ----------- |
|      | 1496    |   |                             | Brassica insularis       | Pflanzen    |
|      | 1366    |   | Mittelmeer-Mönchsrobbe      | Monachus monachus        | Säugetiere  |
|      | 4051    |   | Ameisengrillen-Art          | Myrmecophilus baronii    | Insekten    |
|      | 1303    |   | Kleine Hufeisennase         | Rhinolophus hipposideros | Säugetiere  |
|      | 1217    |   | Griechische Landschildkröte | Testudo hermanni         | Reptilien   |